# Clarence Houser
Lemuel Clarence Houser, conegut com a Clarence Houser o Bud Houser, (Winigan, Estats Units 1901 - Gardena 1994) fou un atleta estatunidenc, especialista en llançament de disc i llançament de pes.

## Biografia
Va néixer el 25 de setembre de 1901 a la ciutat de Winigan, població situda a l'estat de Missouri.
Va morir l'1 d'octubre de 1994 a la ciutat de Gardena, població situada a l'estat de Califòrnia.

## Carrera esportiva
Membre de la Universitat del Sud de Califòrnia, va participar, als 22 anys, en els Jocs Olímpics d'Estiu de 1924 realitzats a París (França), on va aconseguir guanyar la medalla d'or en la prova masculina de llançament de pes (realitzant un tir de 14.995 metres) i llançament de disc (amb un tir de 46.155 metres, nou rècord olímpic de la competició), sent el segon i últim esportista en aconseguir aquesta gesta (únicament ho aconseguí el nord-americà Robert Garrett en la primera edició dels Jocs Olímpics Moderns).
Participà en els Jocs Olímpics d'Estiu de 1928 realitzats a Amsterdam (Països Baixos), on fou l'encarregat de ser l'abanderat del seu país en la cerimònia inaugural dels Jocs i aconseguí retenir el seu títol en el llançament de disc, realitzant un nou rècord olímpic (47.32 metres).
Va guanyar campionats nacionals de disc el 1925, 1926 i 1928, i en el llançament de pes el 1921 i el 1925. El 3 d'abril de 1926 realitzà un tir de 48.20 metres, establint un nou rècord del món que fou vigent fins al 9 de març de 1929 quan el també nord-americà Eric Krenz realitzà un tir de 49.90 metres.
És membre del National Track and Field Hall of Fame.